# Isaac Gálvez
Isaac Gálvez López (Vilanova i la Geltrú, 20 maggio 1975 – Gand, 26 novembre 2006) è stato un ciclista su strada e pistard spagnolo.

## Carriera
Esperto pistard, si laureò campione del mondo nella specialità dell'americana nel 1999, in coppia con Joan Llaneras. L'anno successivo passò professionista con la Kelme-Costa Blanca, dividendo la propria attività tra strada e pista.
Su strada ottenne vittorie in frazioni di competizioni a tappe spagnole, mentre su pista, sempre nella specialità dell'americana, colse un secondo titolo iridato, nel 2006 ancora con Llaneras, e due secondi posti.
Morì nel novembre 2006 all'età di 31 anni durante la Sei giorni di Gand, in Belgio, dopo essersi scontrato con Dimitri De Fauw ed aver impattato una balaustra, subendo gravi ferite interne; al momento dell'incidente era sposato da 3 settimane. Dopo l'accaduto, De Fauw cadde in depressione, fino a togliersi la vita il 6 novembre 2009.
Dopo che la seconda tappa dell'edizione della Vuelta a Murcia 2007 fu annullata a causa di forti venti, gli organizzatori assegnarono i premi di giornata a Gálvez in suo ricordo.

## Palmarès

### Strada
- 2000 (Kelme-Costa Blanca, una vittoria)

Clásica de Almería
- 2001 (Kelme-Costa Blanca, due vittorie)

2ª tappa GP dos Mosqueteiros
2ª tappa Volta ao Alentejo
- 2002 (Kelme-Costa Blanca, una vittoria)

1ª prova Challenge de Mallorca (Trofeo Mallorca)
- 2003 (Kelme-Costa Blanca, due vittorie)

1ª prova Challenge de Mallorca (Trofeo Mallorca)
4ª prova Challenge de Mallorca (Trofeo Alcúdia)
- 2004 (Illes Balears-Banesto, due vittorie)

3ª tappa Setmana Catalana (Castelló d'Empúries > Montcada i Reixac)
7ª tappa Volta a Catalunya (Olesa de Montserrat > Barcellona)
- 2005 (Illes Balears, una vittoria)

1ª tappa Critérium International (Vouziers > Charleville-Mézières)
- 2006 (Caisse d'Epargne-Illes Balears, tre vittorie)

1ª prova Challenge de Mallorca (Trofeo Mallorca)
2ª prova Challenge de Mallorca (Trofeo Alcúdia)
5ª tappa Quattro giorni di Dunkerque

#### Altri successi
- 2004 (Illes Balears-Banesto)

2ª tappa Vuelta a Castilla y León (Frómista > Carrión de los Condes, cronosquadre)

### Pista
- 1999

Campionati del mondo, Americana (con Joan Llaneras)
- 2006

Campionati del mondo, Americana (con Joan Llaneras)

## Piazzamenti

### Grandi Giri
- Giro d'Italia

2002: 121º
2003: ritirato (12ª tappa)
2005: 131º
- Tour de France

2005: ritirato (8ª tappa)
2006: ritirato (12ª tappa)

### Competizioni mondiali
- Campionati del mondo su pista

Manchester 1996 - Americana: 8º
Berlino 1999 - Americana: vincitore
Manchester 2000 - Americana: 2º
Anversa 2001 - Americana: 2º
Ballerup 2002 - Americana: 5º
Bordeaux 2006 - Americana: vincitore